# Tajjar Karam-e Panāhābād
Tajjar Karam-e Panāhābād (persiska: تجّرکرم پناه آباد, Karam-e Panāhābād) är en ort i Iran.   Den ligger i provinsen Kermanshah, i den västra delen av landet, 500 km väster om huvudstaden Teheran. Tajjar Karam-e Panāhābād ligger 1 376 meter över havet och antalet invånare är 382.
Terrängen runt Tajjar Karam-e Panāhābād är platt åt sydost, men åt nordväst är den kuperad.Runt Tajjar Karam-e Panāhābād är det ganska tätbefolkat, med 60 invånare per kvadratkilometer. Närmaste större samhälle är Eslāmābād-e Gharb, 8,6 km väster om Tajjar Karam-e Panāhābād. Omgivningarna runt Tajjar Karam-e Panāhābād är i huvudsak ett öppet busklandskap.